# Joachim Caesar
Pour les articles homonymes, voir Caesar.
Joachim Heinrich Ferdinand Caesar, né le 30 mai 1901 à Boppard et mort le 25 janvier 1974 à Kiel, est un fonctionnaire de l'Allemagne nazie, membre de la SS.

## Biographie
En 1931, il s'inscrit dans la SA et devient membre du parti nazi et en 1933, membre des SS. Promu SS-Oberführer en 1939, il participe en mars 1941 à l'étude de la question juive par Alfred Rosenberg à Francfort. Au début août 1941, il travaille dans les bureaux de la Waffen SS. 
En février 1942, il devient commissaire pour des tâches spéciales agricoles dans l'économique SS et les bureaux principaux administratifs. Il travaille ensuite au camp d'Auschwitz, en mars 1942, comme chef des fermes et dans le sous-camp d'Auschwitz Rajsko, pour l'agriculture et de l'élevage.
Le 30 janvier 1944, il obtient le grade de Obersturmbannführer. En 1944, il est chef d'entreprise agricole au camp de concentration d'Auschwitz et fait planter deux cents arbres autour des fours crématoires afin de mieux présenter l'endroit. 
En avril 1945, il est détenu par l'armée américaine et est interné jusqu'en janvier 1949. Il suit le processus de dénazification jusqu'en janvier 1949. 
Il a écrit en 1970 ses mémoires.